# Chiesa di Santa Maria della Purità degli Orefici
La chiesa di Santa Maria della Purità degli Orefici è una chiesa di Napoli, sita in vico Santa Maria della Purità, a pochissimi passi da via Santa Teresa degli Scalzi e ai limiti del rione Materdei.

## Storia
Nel 1620 la corporazione degli orefici e degli argentieri fondò nel quartiere Pendino un conservatorio (col titolo di Santa Maria di tutti i Santi) in cui poter alloggiare le proprie figlie, aggiungendo otto posti per le fanciulle povere. Nel 1644 la corporazione ebbe l'autorizzazione a spostare il conservatorio presso i possedimenti della nobile famiglia dei Fonseca.
Il Chiarini riporta la cifra dell'onere di mantenimento cui provvedeva la stessa corporazione: 860 ducati annui, ottenuti tramite la raccolta degli scarti di lavorazione del prezioso metallo nelle varie botteghe, chiamati popolarmente la scopiglia appunto per la modalità con cui si racimolavano.
Il complesso era situato lungo la strada che saliva la collina di Santa Teresa e fu interessato dai lavori di apertura del nuovo asse stradale voluto nei primi anni del XIX secolo dai sovrani francesi, trovandosi ad un'altezza maggiore rispetto al nuovo livello stradale.
Il conservatorio nel 1897 fu aggregato alle Opere Pie, l'anno successivo agli Istituti Riuniti di Educazione Professionale Femminili, fino a quando fu venduto, nel 1927, al Cardinale Arcivescovo di Napoli Alessio Ascalesi. Nel 1929 passò alle Maestre Pie Filippini grazie a suor Rosa Leoni, allora Madre Generale, che lo acquistò dal Cardinale, essendo necessaria una nuova sede più ampia per le loro attività formative. Le suore provvidero in seguito (in particolare negli anni cinquanta) ad ampliare le strutture e a modernizzarle.

## Descrizione

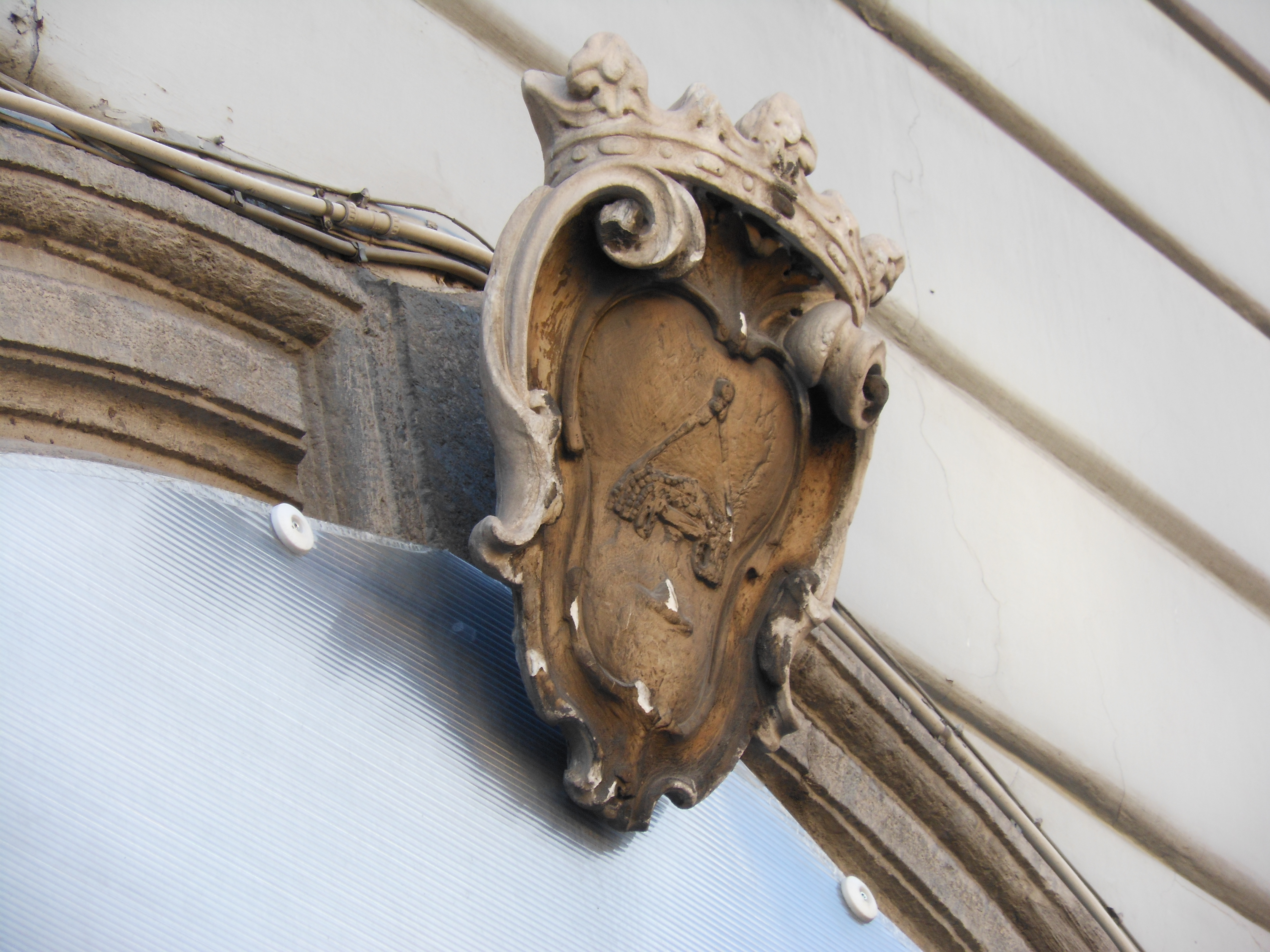
Stemma raffigurante la bilancia degli orafi posto sul portale del conservatorio

Si può accedere al complesso tramite una scala che permette di immettersi su un piano sopraelevato dove sono collocati gli ingressi all'ex-conservatorio e alla chiesa.
Il primo è sulla sinistra, il secondo sulla destra. In particolare la chiesa è naturalmente inglobata nella struttura e non presenta esternamente alcuna peculiarità architettonica, se non il semplice portale quadrangolare in piperno con finestrone adornato da leggere ed eleganti modanature e timpano.
L'interno della chiesa è a navata unica, con volta a botte. Si conservano varie opere pittoriche, tra queste spiccano per importanza: l'  Apparizione della Vergine a San Nicola di Andrea Vaccaro e l'Estasi di Sant'Antonio da Padova di Pacecco De Rosa.
Dell'antico conservatorio, adibito ad istituto scolastico, si conservano sul portale l'antico stemma con il simbolo della bilancia di precisione degli orafi. Nell'atrio un affresco che sormonta il secondo portale d'ingresso e che raffigura la Madonna della Purità. A sinistra del secondo ingresso sopravvive, chiusa da un pannello, una finestra, senza alcun dubbio usata un tempo per accogliere i neonati "esposti" (è presente ancora il solco della ruota).